# Valencià central
El valencià central, valencià apitxat o apitxat és un subdialecte del valencià que es parla a les comarques del Camp de Morvedre, l'Horta, el Camp de Túria, la major part de la Ribera Alta i a la ciutat d'Onda (la Plana Baixa). Dins de la zona del valencià apitxat hi ha un illot no apitxat format pels municipis de Catadau i Alfarb. Este dialecte conserva certes característiques clàssiques que s'han perdut en la resta de l'àmbit lingüístic.

## Respecte a la denominació
El valencià parlat a les comarques del Camp de Morvedre, l'Horta, el Camp de Túria i la major part de la Ribera Alta és conegut popularment com a apitxat. Esta denominació ha sigut criticada per diversos autors com ara Jordi Colomina, Vicent Beltran Calvo i Carles Segura-Llopis, ja que és un terme suposadament pejoratiu en origen, anecdòtic (fa referència exclusivament a l'ensordiment de les sibilants sonores), i no és encertat per a referir-se a un objecte localitzat geogràficament, complementant els parlars veïns anomenats septentrional i meridional. A més critiquen que el terme apitxat és incorrecte etimològicament per derivar de pitjar ('prémer').
Hi ha, a més, autors que classifiquen el valencià central com un subdialecte diferent de l'apitxat, valent-se del mètode dialectomètric en compte de l'agrupament per isoglosses.

## Origen i consideracions sobre el valencià apitxat
La majoria dels autors han afirmat que este dialecte ha incorporat una sèrie de trets lingüístics associats al desenvolupament de la fonètica del castellà-aragonés, molt present des de la fundació del Regne de València, especialment a la zona de la capital valenciana. Tot i això, l'apitxat no hauria de considerar-se mai un dialecte empobrit o de menys vàlua que qualsevol altre parlar, ja que conserva moltes característiques del català tradicional que s'han perdut en la resta dels dialectes catalans, en concret el paradigma complet del pretèrit perfet simple (aní, anares, anà, etc.) o la pronunciació clara dels grups consonàntics -lt (/molt/), -nt (/tant/) i -mp (/camp/). Cal tindre en compte que el terme apitxat només implica la inexistència de dos fonemes, ni /z/ ni /dʒ/, i que la resta de constituents lingüístics d'este dialecte són ben dignes del bon català. Si etiquetem l'apitxat d'empobrit hauríem de considerar pobres tots aquells dialectes que manquen d'algun dels fonemes històrics del català (i la majoria dels dialectes han perdut algun fonema al llarg de la seua evolució). El català barceloní, per exemple, no té /v/ labiodental i també sol ensordir les grafies <tg> i <tj> (metge > ['metʃe], platja > ['platʃa]), però ningú dubta de la vàlua lingüística d'este dialecte ni el qualifica d'empobrit. La mateixa consideració és la que hauríem de tindre en compte a l'hora d'observar i valorar les característiques del valencià apitxat o, millor dit, central.
Diversos autors (P. Barnils, À. López, D. Recasens, J. Colomina) han aportat evidència que l'ensordiment de les sibilants no és una interferència castellanoaragonesa, sinó un procés intern que, de fet, no és exclusiu d'este dialecte, sinó que també ha afectat el català barceloní en posició intervocàlica (barc. metxa, fetxa per metge i fetge).

## Característiques del valencià apitxat o central

### Fonètica
- Ensordiment de les alveolars i palatals sonores, com ara en casa, tretze i metge ['kasa, 'tretse, 'metʃe].
- Neutralització de b/v en /b/, que no és exclusiva d'esta àrea i ara se sent també a bona part del valencià septentrional com a expansió de l'àrea betacista de Catalunya.
- Pronunciació oberta de les os tòniques en la conjugació dels verbs cobrar i sobrar (jo cobre > [jo kɔbre], això sobra > [ajʃɔ sɔbra]) igual que al Baix Vinalopó i a la Plana.[6]
- Diftongació, comuna en tot el valencià, de la o inicial àtona (quan es constituïx en síl·laba) per au: aulor (olor), aufegar (ofegar), aubrir (obrir).
- Emmudiment de la d situada entre la vocal a i una altra vocal: cadira > caira, abadejo > abaejo, i sobretot en les paraules acabades en -ada: cremada > cremà. Esta tendència s'estén fins i tot entre paraules: a dormir! > a ormir![7]
- Reforçament vocàlic de les plosives finals. Segons aquesta regla, les paraules nit, crec o prop s'articulen amb una vocal final breu de tipus central, [ĕ], i sovint una geminació de la consonant: nit > ['nittĕ], crec > ['krekkĕ], prop > ['prɔppĕ]. Els altres valencians solen associar eixe tret amb els parlants de la zona central.

### Morfologia
- Conservació, com en tot el valencià, de les formes arcaiques del plural amb n original llatina, com ara hòmens ['ɔmens] o jóvens ['tʃobens], tret compartit amb altres dialectes del català occidental, encara que en l'apitxat s'estén a moltes més paraules: ràvens, orígens, màrgens, etc.
- Ús més extens que en altres parlars valencians dels possessius àtons davant de substantius que designen relacions de parentiu: sa filla, mos nets, ta germana, sa cosina.[8]
- Conservació, amb notable vitalitat, del perfet simple de forma plena (aní, anares, anà, anàrem, anàreu, anaren),[9] si bé aqueix paradigma també existeix, més limitadament, en zones del centre i del sud del País Valencià (Vall d'Albaida, Vall de Novelda, Camp d'Elx)[10] i a bona part de les illes d'Eivissa i Mallorca.
- Manteniment de les desinències clàssiques -am i -au de les persones primera i segona del plural del present de subjuntiu i de l'imperatiu en les conjugacions segona i tercera (batam, digau, vullgam, etc.) que en els altres dialectes s'han substituït en major o menor mesura per les formes anàlogues -em i -eu (batem, digueu, vullguem, etc.).
- Com passa al valencià del nord, al català occidental i al balear, perdura l'ús dels pronoms febles en forma plena: me diuen Pep, se troba malament, te portaré ara.
- Ús de la preposició ad, variant col·loquial de la preposició a, davant de certes paraules començades per a o e, especialment els demostratius i els pronoms forts de tercera persona[11][12] (p. ex., El regal és per ad ell) anàlogament a l'italià o al català central, on la preposició a passa a amb, tal vegada per evitar la diftongació "aell">"ad ell".
- Formes velaritzades o palatalitzades en formes d'alguns verbs de la 2a conjugació. Així, en la 4a i 5a persones del present d'indicatiu es donen les formes caiguem (en valencià estàndard, caiem o caem) i caigueu (en valencià estàndard, caieu o caeu); vegem (en valencià estàndard, veiem o veem) i vegeu (en valencià estàndard, veieu o veeu); i en els gerundis es donen les formes caiguent (en valencià estàndard, caient o caent), vegent (en valencià estàndard, veient o veent).[13] La velarització o palatalització en eixes formes es produïx per analogia amb la consonant final de la forma verbal de 1a persona del present d'indicatiu, segons que siga velar (caic) o palatal (veig).
- Realització dels pronoms plens mos (>nos) i vos amb la forma se quan funcionen com a reflexius: se rentem (resta del valencià mos rentem), s'estudieu (vos estudieu).
- Ús del sufix -ea per -esa en paraules com ara bellea, vellea, pobrea, riquea, rarea, malea, perea, etc.[14]